# Burg Wolkenburg

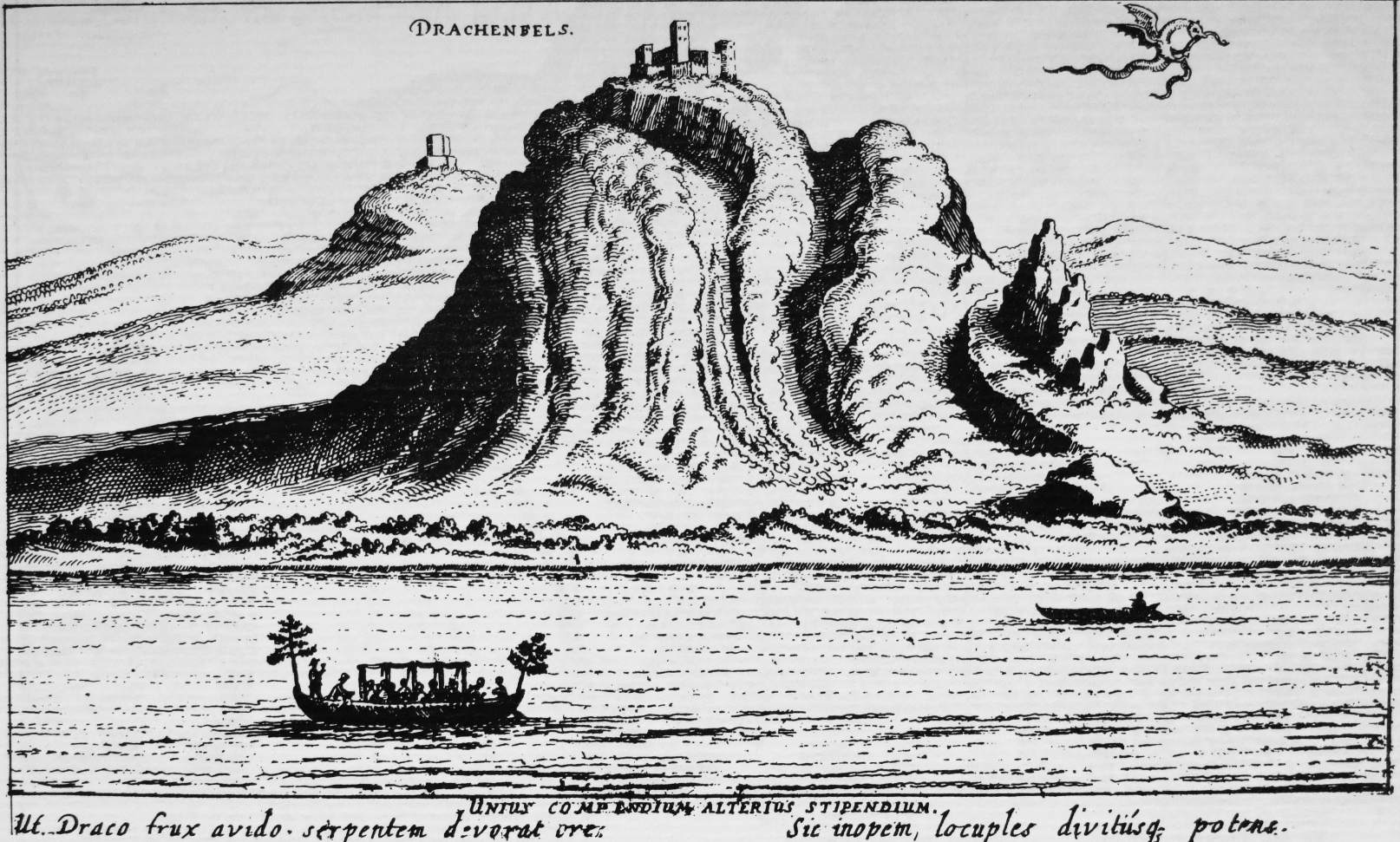
Burg Wolkenburg und Burg Drachenfels, 1618

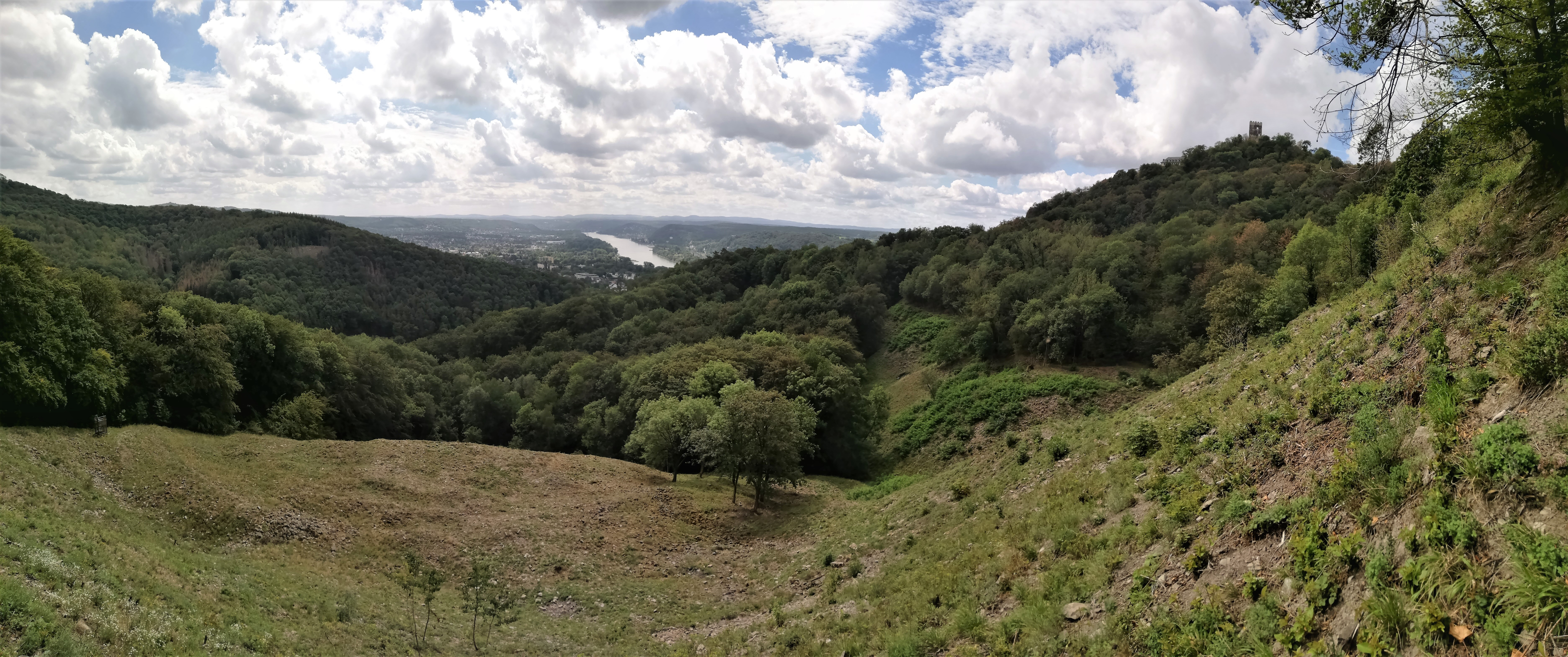
Wolkenburg-Halde im Siebengebirge, Blick nach Süden

Die Wolkenburg ist eine abgegangene, d. h. eine nicht mehr vorhandene Höhenburg auf dem gleichnamigen, heute noch 324 m ü. NHN hohen Berg im Siebengebirge im Stadtgebiet von Königswinter; der Name sei von den das Bergplateau oftmals verhüllenden Wolken herzuleiten.

## Geschichte
Zur Sicherung des Herrschaftsgebietes gegen die Grafen von Sayn errichtete der Kölner Erzbischof Friedrich I. im Jahr 1118 auf diesem Berg die Burg Wolkenburg. Er war sich über den Grenzverlauf im Siebengebirge nicht sicher und baute daher nicht auf dem günstiger gelegenen Drachenfels. Erzbischof Konrad von Hochstaden verstärkte die Burg. Die Burg war Sitz des kurkölnischen Amtes Wolkenburg, das die Kirchspiele Königswinter und Ittenbach umfasste.
1125 erhielt Rudolf, ein Sohn des Burggrafen von Kerpen an der Erft, das erbliche Burggrafenamt der Wolkenburg und begründete das Haus Wolkenburg, das Mitte des 14. Jahrhunderts erlosch. 1176 wurde dessen Sohn Godart der erste Burggraf von Drachenfels und Begründer des Hauses Drachenfels.
Wegen Geldmangels verpfändete sie 1425 der Kölner Erzbischof Dietrich II. von Moers an den Burggrafen vom Drachenfels. Nach einer verheerenden Schwarzpulverexplosion im Jahre 1518 verfiel sie im 16. Jahrhundert.
Während des Truchsessischen Krieges soll sie schon nicht mehr bewohnt gewesen sein. 1740 stürzte bei Steinbrucharbeiten ein Turm ein. Die bis zum Ankauf durch den Verschönerungsverein für das Siebengebirge im Jahre 1909 bestehenden Steinbrüche, zuletzt nur noch an der Südseite, verschlangen Burg und Kuppe des Berges und reduzierten die Gipfelhöhe um schätzungsweise 20 bis 40 Meter.

## Wolkenburger Latit
Die Wolkenburg besteht aus Latit, das besonders an der Kuppe des Berges in feinkörniger Form erhalten ist bzw. war. Im 18. und 19. Jahrhundert wurde das dort abgebaute Gestein bei einigen Bauten in der Umgebung als Baumaterial genutzt.
Zu den ganz oder teilweise in Wolkenburger Latit errichteten Bauwerken gehören im weiteren Umkreis der Kölner Dom, die Schlösser Augustusburg und Falkenlust und das Schloss Bensberg. In Bonn wurde das Gestein der Wolkenburg beim Bau des Poppelsdorfer Schlosses sowie des Alten Rathauses verwendet. In Königswinter diente es unter anderem bei der Pfarrkirche St. Remigius, beim heutigen Siebengebirgsmuseum, beim Haus Rebstock, beim ehemaligen Hotel zum Goldenen Stern sowie als zeitlich letztes beim Weinbrunnen als Baumaterial.

## Stürtzplatz
1915/16 wurde am südlichen Hang der Wolkenburg ein ehemaliges Steinbruchgelände vom Verschönerungsverein für das Siebengebirge (VVS) durch Einebnung und Bepflanzung in eine Platzanlage umgewandelt und zu Ehren des Geologen Bernhard Stürtz, der sich in besonderem Maße für die Stilllegung der Steinbrüche eingesetzt hatte, nach diesem als „(Bernhard-)Stürtz-Platz“ benannt. Zunächst war der Weg nur vom Aufstieg zum Drachenfels her aus Richtung Rhöndorf zugänglich, bis 1921/22 eine weitere Verbindung zum an der Nordseite des Rhöndorfer Tals verlaufenden Kuckucksteinweg angelegt und nach dem damaligen VVS-Vorsitzenden Max Wallraf benannt wurde. Es war dort auch eine Schutzhütte vorhanden, die Mitte der 1920er-Jahre zerfiel und nicht in selber Form wiederaufgebaut wurde. 1925 wurde am Stürtzplatz ein Gedenkstein aus Andesit mit einem von Karl Menser geschaffenen Portraitrelief von Bernhard Stürtz errichtet, der mit einem Kranz von Andesitbrocken umgeben wurde. Zur damaligen Zeit bot sich von dem Platz noch eine freie Aussicht auf das Rheintal. Der Stürtzplatz ist nach der am 1. März 2013 in Kraft getretenen Wegeverordnung der Bezirksregierung Köln nicht mehr auf dem offiziellen Wegenetz erreichbar; 2019/20 wurde daher am „Humbroichplatz“ unterhalb des Gipfels des Großen Ölbergs ein neues Denkmal für Bernhard Stürtz mit einer Kopie des von Menser geschaffenen Reliefs errichtet. Die zum Stürtzplatz führenden Wege sind nach wie vor in der aktuellen Topographischen Karte eingetragen, ebenso der Platz selbst und das Denkmal in der Amtlichen Basiskarte.